# Satz von Parseval
Der Satz von Parseval ist eine Aussage aus der Funktionalanalysis aus dem Bereich der Fourier-Analysis. Er besagt, dass die {\displaystyle L^{2}}-Norm einer Fourier-Reihe mit der {\displaystyle \ell ^{2}}-Norm ihrer Fourier-Koeffizienten übereinstimmt. Die Aussage entstand 1799 aus einem Satz über mathematische Reihen von Marc-Antoine Parseval, der später auf die Fourier-Reihen ausgedehnt wurde. Parseval, der sich eigentlich nur auf reell-wertige Funktionen konzentrierte, veröffentlichte seinen Satz ohne Beweis, da er seine Richtigkeit für augenscheinlich hielt. Eine ähnliche Aussage für die Fourier-Transformation macht der Satz von Plancherel. Bei beiden Sätzen handelt es sich um Energieerhaltungssätze, d. h. die Signalenergie ist im Funktionenraum und im Transformationsbereich gleich. Der Satz von Plancherel ist eine Verallgemeinerung von der diskreten Fourierzerlegung hin zur kontinuierlichen. Beide lassen sich elegant in eine Hilbertraumdarstellung überführen, womit dann einfach folgt, dass die Fourierbasen als Kerne der Transformation sog.  "tight frames" (ein spezielles, energieerhaltendes Erzeugendensystem) dieser Räume sind. Die Zusammenstellung dieses wesentlich allgemeineren Konzepts baut u. a. auf diesem Satz und dessen Verallgemeinerungen auf, erfolgte aber erst über hundert Jahre später basierend auf Arbeiten von Erhard Schmidt, David Hilbert und Hermann Weyl.

## Aussagen des Parsevalschen Theorems
Seien {\displaystyle A} und {\displaystyle B} zwei Riemann-integrierbare komplexwertige Funktionen über {\displaystyle \mathbb {R} } mit Periode {\displaystyle 2\pi } und der Fourier-Reihen-Zerlegung
{\displaystyle A(x)=\sum _{n=-\infty }^{\infty }a_{n}e^{inx}} und {\displaystyle B(x)=\sum _{n=-\infty }^{\infty }b_{n}e^{inx}}.
Dann gilt
{\displaystyle \sum _{n=-\infty }^{\infty }a_{n}b_{n}^{*}={\frac {1}{2\pi }}\int _{-\pi }^{\pi }A(x)B(x)^{*}dx,}
wobei {\displaystyle i} die Imaginäre Einheit ist und {\displaystyle {}^{*}} die komplexe Konjugation bezeichnet.
Es gibt viele verschiedene Spezialfälle des Theorems. Ist z. B. {\displaystyle A=B}, erhält man
{\displaystyle \sum _{n=-\infty }^{\infty }|a_{n}|^{2}={\frac {1}{2\pi }}\int _{-\pi }^{\pi }|A(x)|^{2}dx,}
woraus die Unitarität der Fourierreihen folgt.
Außerdem sind oft nur die Fourierreihen für reell-wertige Funktionen {\displaystyle A} und {\displaystyle B} gemeint, was folgendem Spezialfall entspricht:
{\displaystyle a_{0}} reell, {\displaystyle a_{-n}=a_{n}^{*}},
{\displaystyle b_{0}} reell, {\displaystyle b_{-n}=b_{n}^{*}}.
In diesem Fall ist
{\displaystyle a_{0}b_{0}+2\operatorname {Re} \left(\sum _{n=1}^{\infty }a_{n}b_{n}^{*}\right)={\frac {1}{2\pi }}\int _{-\pi }^{\pi }A(x)B(x)dx,}
wobei {\displaystyle \operatorname {Re} } den Realteil bezeichnet.

## Anwendungen
In der Physik und den Ingenieurwissenschaften wird mit dem Parsevalschen Theorem ausgedrückt, dass die Energie eines Signals im Zeitbereich gleich seiner Energie im Frequenzbereich ist. Dies wird in folgender Gleichung ausgedrückt:
{\displaystyle \int _{-\infty }^{\infty }{|x(t)|^{2}dt}={\frac {1}{2\pi }}\int _{-\infty }^{\infty }{|X(\omega )|^{2}d\omega }}
wobei {\displaystyle X(\omega )={\mathcal {F}}\{x(t)\}} die Fourier-Transformation von {\displaystyle x(t)} mit weggelassenem Vorfaktor ist und {\displaystyle \omega } die Frequenz des Signals bezeichnet.
Für zeitdiskrete Signale wird die Gleichung zu
{\displaystyle \sum _{n=0}^{N-1}|x[n]|^{2}={\frac {1}{N}}\sum _{k=0}^{N-1}|X[k]|^{2},}
wobei {\displaystyle X[k]} die diskrete Fourier-Transformation (DFT) von {\displaystyle x[n]} ist, beide mit Intervalllänge {\displaystyle N>0}.

## Referenzen
- John J. O’Connor, Edmund F. Robertson: Satz von Parseval. In: MacTutor History of Mathematics archive (englisch).
- George B. Arfken and Hans J. Weber, Mathematical Methods for Physicists (Harcourt: San Diego, 2001).
- Hubert Kennedy, Eight Mathematical Biographies (Peremptory Publications: San Francisco, 2002).
- Alan V. Oppenheim and Ronald W. Schafer, Discrete-Time Signal Processing 2nd Edition (Prentice Hall:  Upper Saddle River, NJ, 1999) p 60.
- William McC. Siebert, Circuits, Signals, and Systems (MIT Press: Cambridge, MA, 1986), pp. 410–411.
- David W. Kammler, A First Course in Fourier Analysis (Prentice-Hall, Inc., Upper Saddle River, NJ, 2000) p. 74.